# Сейсмогеология
Сейсмогеология — отрасль геологии и сейсмологии, изучающая геологические условия возникновения и проявления землетрясений.

## Описание
Сейсмогеология использует геологические данные для определения сейсмически опасных районов.
Вопросами сейсмогеологии занимаются геологические и геофизические науки:
- Вычислительная сейсмология
- Инженерная сейсмология
- Прикладная сейсмология
- Разведочная сейсмология
- Сейсмолитмология
- Сейсмология
- Сейсмология взрывная
- Сейсмология вулканическая
- Сейсмотектоника
- Сейсмотомография
- Экспериментальная сейсмология
- Энгисейсмология